# Parlement d'Australie-Occidentale
41e législature d'Australie-Occidentale
Parliament House (en)
Le Parlement d'Australie-Occidentale (en anglais : Parliament of Western Australia) est le pouvoir législatif bicaméral de l'État australien de l'Australie-Occidentale. Il est constitué du roi d'Australie, représenté par le gouverneur, du Conseil législatif, sa chambre haute et de l'Assemblée législative, sa chambre basse.
Comme l'Australie est une fédération de six États, le Parlement d'Australie-Occidentale partage ses pouvoirs avec le Parlement fédéral d'Australie. Il suit le protocole et les couleurs du système de Westminster.

## Lieu
Les deux chambres législatives du Parlement siègent au Parliament House sur Harvest Terrace, à Perth.

## Système électoral
Le parlement est composé d'une chambre basse, Assemblée législative, et d'une chambre haute, le Conseil législatif. Toutes deux sont renouvelées intégralement mais selon des modes de scrutin différents. Depuis une réforme de la loi électorale entreprise en novembre 2011, les élections sont fixées tous les quatre ans au second samedi du mois de mars.

### Conseil législatif
Le Conseil législatif est doté de 37 sièges pourvus pour quatre ans au scrutin à vote unique transférable dans une unique circonscription couvrant l'État entier. Dans ce mode de scrutin, à finalité proportionnelle, les électeurs classent au moins autant de candidats que de sièges à pourvoir par ordre de préférences en écrivant un chiffre à côté de chacun de leurs noms sur le bulletin de vote, 1 étant la première préférence,. Jusqu'aux élections parlementaires de 2025, les sièges sont répartis entre six circonscriptions électorales, chacune en élisant six.
Dans la pratique, les candidats sont regroupés sur le bulletin de vote par partis, et les électeurs peuvent librement sélectionner l'ensemble des candidats de ce parti ou sélectionner des candidats de partis différents. Les électeurs ont cependant la possibilité de voter directement pour le parti de leur choix en cochant une seule case, auquel cas l'ensemble de leurs préférences sont attribuées aux candidats présentés par le parti dans l'ordre proposé par ce dernier. Les bulletins de vote sont imprimés avec les partis disposés horizontalement au-dessus d'une ligne sous laquelle leurs candidats sont disposés en colonnes verticales. Un vote directement par candidats est ainsi couramment appelé « En dessous de la Ligne » (Below the Line) et un vote par partis « Au dessus de la ligne » (Above the Line). Les partis ne sont pas contraints de présenter autant de candidats que de sièges à pourvoir, et dans le cas de petits partis, ces derniers tendent à en présenter un nombre restreint afin de limiter la dispersion des voix de leurs électeurs,.
Au moment du dépouillement, il est d'abord établi le quota de voix à atteindre par un candidat pour obtenir un siège en divisant le nombre de votes valides plus un par le nombre de sièges à pourvoir plus un. Les premières préférences sont d'abord comptées et le ou les candidats ayant directement atteint le quota sont élus. Pour chaque candidat élu, les secondes préférences de ses électeurs sont ajoutées au total des voix des candidats restants, permettant éventuellement à ces derniers d'atteindre à leur tour le quota. Si aucun candidat n'a atteint le quota dans la circonscription, ou qu'il reste des sièges à pourvoir après attribution des secondes préférences, le candidat arrivé dernier est éliminé et ses secondes préférences attribuées aux candidats restants. Si un candidat est élu ou éliminé et que ses secondes préférences vont à un candidat lui-même déjà élu ou éliminé, les préférences suivantes sont utilisées, et ainsi de suite. L'opération est renouvelée jusqu'à ce qu'autant de candidats que de sièges à pourvoir atteignent le quota.

### Assemblée législative
L'Assemblée législative est dotée de 59 sièges pourvus pour quatre ans au vote à second tour instantané dans autant de circonscriptions électorales. Le vote y est utilisé sous sa forme intégrale : les électeurs classent l'intégralité des candidats par ordre de préférences en écrivant un chiffre à côté de chacun de leurs noms sur le bulletin de vote, 1 étant la première préférence. Au moment du dépouillement, les premières préférences sont d'abord comptées puis, si aucun candidat n'a réuni plus de la moitié des suffrages dans la circonscription, le candidat arrivé dernier est éliminé et ses secondes préférences attribuées aux candidats restants. L'opération est renouvelée jusqu'à ce qu'un candidat atteigne la majorité absolue. Les bulletins de vote doivent obligatoirement comporter un classement de l'ensemble des candidats. À défaut, ils sont considérés comme nuls

## Pouvoir législatif
Généralement, pour qu'un projet de loi (bill) devienne loi (Act), il doit être adopté par les deux Chambres et recevoir l'aval du gouverneur. Les projets de loi concernant les recettes pour les frais de fonctionnement du gouvernement peuvent être présentés au gouverneur sans l'accord de la Chambre haute. La Chambre haute compte 36 membres et est présidée par Barry House. La Chambre basse compte 59 membres et est présidée (speaker) par Grant Woodhams.

## Pouvoir exécutif
Le parti ou la coalition ayant le plus de sièges à l'Assemblée législative est invité par le gouverneur à former le gouvernement. Le chef du gouvernement est le Premier ministre (Premier).